# 万科徐汇中心
万科徐汇中心为中華人民共和國上海市建设中的一组商业中心，位于徐汇区漕河泾社区南站商务区。该地块东至南宁路，南至柳州南路、南宁路，西至沪闵路，北至宾南路，面积107486.2平方米，为商办用地。。

## 历史
2012年12月，由绿地集团、万科集团、玖致酒店管理有限公司、广州港捷企业管理有限公司四家企业组成的“联合体”以54.31亿底价竞得，楼板价为每平方米11000元，是2012年上海楼王，万科计划将该项目总面积的90%以上用作写字楼。